# Мамаев, Василий Михайлович
Васи́лий Миха́йлович Мама́ев (28 декабря 1891, Мустаево, Уржумский уезд, Вятская губерния, Российская империя — 3 декабря 1968, Мустаево, Сернурский район, Марийская АССР, РСФСР, СССР) — марийский советский педагог, краевед. Директор, завуч Мустаевской школы Марийской автономной области / Марийской АССР (1934—1941, 1945—1946). Заслуженный учитель школы РСФСР (1941). Участник трёх войн: Первой мировой, Гражданской и Великой Отечественной. Член КПСС с 1961 года.

## Биография
Родился 28 декабря 1891 года в д. Мустаево ныне Сернурского района Марий Эл в семье крестьянина, участника Крымской войны. До 18 лет пастушил, помогал матери по хозяйству. В 1902 году окончил школу с похвальным листом. В 16 лет заново прошёл курс земской школы и в 1911 году окончил Староторъяльскую двухклассную школу по подготовке педагогов, в 1911—1913 годах — учитель Пактековской школы Конганурской волости Уржумского уезда Вятской губернии.
С 1914 года на армейской службе: в годы Первой мировой войны — писарь штаба полка. Воевал на Западной Украине и в Карпатах в составе 63-го пехотного Углицкого полка. Весной 1916 года заболел неврастенией и был помещён во 2-й подвижной лазарет Александровской общины Красного Креста. В 1918—1919 годах находился в германском плену. Награждён знаком «За отличную и особо ревностную службу и труды, понесённые во время военных действий» (1916), серебряной медалью «За усердие» на Станиславской ленте для ношения на груди (1916), 2 медалями «За усердие» на Аннинской и Владимирской лентах (1917).
С 1919 года — участник Гражданской войны в составе РККА, сражался около Петрограда и на Западном фронте. Комиссован после тяжёлой контузии.
После возвращения домой — бухгалтер Сернурского марпотребсоюза, счетовод кооперативов (1924—1929). В 1929 году — один из организаторов колхоза «Мустай», где был счетоводом и полеводом, а председателем его был в 1933—1934 годах.
В 1934 году прошёл месячные курсы биологов в Йошкар-Оле и поступил на заочное отделение факультета естествознания МГПИ им. Н. К. Крупской. С 1934 года — директор, в 1935—1941 годах — завуч Мустаевской школы Марийской АССР. Здесь сумел добиться возведения нового здания школы, стал организатором образцового пришкольного участка. В 1939 году возглавляемый им кружок юннатов за достигнутые рекордные урожаи был направлен на ВДНХ в Москву и получил диплом II степени.
В октябре 1941 года призван в РККА. Участник Великой Отечественной войны: интендант отдельного гужтранспортного батальона, старший лейтенант интендантской службы. Был защитником и участником освобождения Ленинграда в составе Волховского фронта. Комиссован в декабре 1944 года после тяжёлого ранения и контузии под Волховом.
В 1945—1946 годах вновь работал завучем Мустаевской школы Марийской АССР. После выхода на пенсию в 1946 году — краевед-исследователь, собранные богатые материалы, в том числе и по истории школы и д. Мустаево, передал в МарНИИЯЛИ. В 1950—1960-е годы стал автором истории колхоза «Мустай».
В 1961 году вступил в КПСС.
За заслуги в области народного образования 20 июня 1941 года ему, одному из первых в Марийской республике, было присвоено почётное звание «Заслуженный учитель школы РСФСР». 5 апреля 1939 года награждён орденом «Знак Почёта».
Скончался 3 декабря 1968 года на своей малой родине, в д. Мустаево Сернурского района Марийской АССР, похоронен там же.

## Награды и звания
- Заслуженный учитель школы РСФСР (20.06.1941)[3]
- Орден «Знак Почёта» (05.04.1939)[3]
- Медаль «За победу над Германией в Великой Отечественной войне 1941—1945 гг.»

## Память
29 апреля 2025 года на здании Мустаевской средней школы Сернурского района Марий Эл в память о заслуженном учителе школы РСФСР состоялось открытие мемориальной доски.  